# John Hilton (Tischtennisspieler)
John Hilton (* 25. Juni 1947) ist ein ehemaliger englischer Tischtennisspieler, der 1980 Europameister wurde.

## Entwicklung
Mit 17 Jahren spielte Hilton erstmals Tischtennis. 1971 wanderte er nach Australien aus, arbeitete dort zunächst als Fitnesstrainer und trainierte später eine westaustralische Tischtennis-Auswahl. Dabei verwendete er erstmals die von Toni Hold erfundenen Anti-Topspin-Beläge im Hochleistungssport. 1972 kehrte er nach England zurück.
1975 tauchte er erstmals in der englischen Rangliste auf, nämlich auf Platz 19. Ein Jahr später wurde er ins englische Nationalteam berufen. 1977 gelangte er bei den Commonwealth-Meisterschaften in St. Peter Port im Einzel bis ins Halbfinale. Im selben Jahr spielte er bei der Weltmeisterschaft, schied aber ebenso wie bei der WM 1979 frühzeitig aus. 1978 wurde er bei seiner ersten Europameisterschaft mit der englischen Mannschaft Zweiter.
1979 kletterte er auf Rang 3 der englischen Rangliste. Mit dem Verein Sealink Milton Keynes gewann er die englische Meisterschaft 1979/80.

## Stil
Hilton war Allroundspieler. Er spielte mit einem sehr griffigen, langsamen Backsidebelag und einer Belag-Eigenkonstruktion (die poröse, unelastische Schwammunterlage des Toni Hold Antitopspin-Belages wurde durch den hochelastischen Schwamm eines „normalen“ Backside-Offensiv-Belages ersetzt). Er beherrschte fast alle offensiven und defensiven Techniken auf Vor- und Rückhand und setzte sie z. T. durch Drehen des Schlägers taktisch und unerwartet ein. Durch die kaum zu unterscheidenden Beläge waren vor allem seine Schnittwechsel und Konterbälle gefürchtet sowie plötzliche Tempowechsel. Aber auch im offensiven Topspinspiel stand er europäischen Spitzenspielern kaum nach und zeichnete sich auch durch eine extrem gute Beweglichkeit aus.

## Europameisterschaft 1980
Bei der Europameisterschaft 1980 in Bern wurde er Überraschungssieger. Im Viertelfinale schaltete er als Ungesetzter den amtierenden Europameister Gábor Gergely mit einem knappen 3:2 aus. Im Halbfinale bezwang er auch noch den Europameister von 1976 Jacques Secrétin klar mit 3:1 und gelangte so ins Endspiel. Hier traf er auf den Nobody Josef Dvořáček (CSSR), der überraschend seinen Landsmann Milan Orlowski bezwungen hatte. Hilton ließ dem technisch wenig versierten Dvoracek nicht den Hauch einer Chance und siegte mit einem schnellen 3:0.
Dieses von den Chinesen schon länger praktizierte und von Hilton übernommene moderne Abwehrspiel rief Neider und Kritiker auf den Plan. Sie sprachen nicht zu Unrecht vom bis dahin schlechtesten Endspiel, einige sprachen sogar von "Betrug am Tischtennis". Trotz Dvoraceks Technikschwäche gab man John Hilton bzw. dessen Spielweise die Schuld an der mangelnden Attraktivität der Spielzüge und vieler für den Laien unerklärlicher leichter Fehler. Man kreierte den Begriff "Materialspiel", der unterstellt, dass nur das Material und nicht das technische und taktische Können des Spielers für den Erfolg verantwortlich ist. Rein sachlich handelt es sich hierbei um eine (meist defensive) Spielart, bei der der Schläger auf Vor- und Rückhand mit unterschiedlichen Belagsarten (hochgriffiger/klebriger Backsidebelag kombiniert mit variabel griffigen langen Noppen oder ungriffigem Antibelag). Durch die oft praktizierte Drehtechnik und die Gleichfarbigkeit der Beläge, noch verschärft durch Antioberflächen, die sich weder durch Klang noch durch Glanz von normalen Schnittbelägen unterschieden, konnten auch rein defensive Spieler erfolgreich sein.
Dieses (nicht nur von Hilton praktizierte) Materialspiel war vielen ein Dorn im Auge. Sie machten primär die mit dieser Spielweise verbundenen unerklärlichen Fehler für die mangelnde Fernseh- und Zuschauerakzeptanz verantwortlich. Zur Unterbindung dieses sogenannten „Materialspiels“ erließ der Weltverband ITTF eine Regel, die zwei gleichfarbige Beläge auf einem Schläger verbot.(siehe dazu Belag des Tischtennisschlägers). Diese Regeländerung führte in Deutschland aber nicht, wie erhofft, zu höheren Zuschauer- und Mitgliederzahlen, ganz im Gegenteil, sie gingen in den Folgejahren um bis zu 30 % zurück.

## Zeit danach
1980 wurde Hilton vom deutschen Bundesligisten ATSV Saarbrücken verpflichtet, mit dem er 1982 den europäischen Messepokal gewann. Durchschlagende internationale Erfolge verzeichnete er aber nicht mehr. Bei der Weltmeisterschaft 1981 schied er früh aus, lediglich mit der englischen Mannschaft erreichte er Platz 6, im selben Jahr wurde er beim Turnier Europe TOP-12 Letzter. Auch bei der WM 1983 hatte er nur im Team mit Platz 4 Erfolg. Ab 1982/83 spielte er beim Klub Grove in der First Division, der zweithöchsten Spielklasse in England. Später wechselte er zum niederländischen Verein TTC Valkencourt wo er bis 1985 blieb.
Bei den Weltmeisterschaften der Senioren gewann Hilton 1990 in Baltimore in der Altersklasse Ü40 die Silbermedaille, 1998 in Manchester in der Altersklasse Ü50 die Bronzemedaille.

## Privat
Hilton lernte Zimmermann, arbeitet aber als Süßwarenverkäufer in Supermärkten. Nach seiner Rückkehr aus Australien 1972 verkaufte er im Außendienst Versicherungspolicen der Gesellschaft Britannic. Nach dem Gewinn der Europameisterschaft 1980 wurde er Tischtennis-Profi.
Hilton ist verheiratet mit Ehefrau Christine und hat einen Sohn (* 1981).

## Turnierergebnisse
| Verband | Veranstaltung            | Jahr | Ort           | Land | Einzel       | Doppel    | Mixed        | Team |
| ------- | ------------------------ | ---- | ------------- | ---- | ------------ | --------- | ------------ | ---- |
| ENG     | Commonwealth Meistersch. | 1977 | St Peter Port | GGY  | Halbfinale   |           |              |      |
| ENG     | Europameisterschaft      | 1980 | Bern          | SUI  | Gold         |           |              |      |
| ENG     | Europameisterschaft      | 1978 | Duisburg      | FRG  |              |           |              | 2    |
| ENG     | EURO-TOP12               | 1981 | Miskolc       | HUN  | 12           |           |              |      |
| ENG     | Weltmeisterschaft        | 1983 | Tokio         | JPN  | letzte 64    | Qual      | letzte 32    | 4    |
| ENG     | Weltmeisterschaft        | 1981 | Novi Sad      | YUG  | letzte 64    | Qual      | letzte 64    | 6    |
| ENG     | Weltmeisterschaft        | 1979 | Pyongyang     | PRK  | letzte 64    | letzte 64 | letzte 16    | 10   |
| ENG     | Weltmeisterschaft        | 1977 | Birmingham    | ENG  | keine Teiln. | letzte 32 | keine Teiln. |      |
| ENG     | World Cup                | 1980 | Hong Kong     | HKG  | 5            |           |              |      |